# Menuet antique
Le Menuet antique de Maurice Ravel est une œuvre pour piano en un mouvement qui a été composée en 1895 (publiée aux éditions Enoch) et plus tard orchestrée par le musicien (1929).

## Contexte et création
Il s'agit d'une des premières compositions de Ravel, la toute première éditée, après son premier contrat signé le 22 décembre 1897, obtenu grâce, semble-t-il, à la recommandation d'André Gedalge à Wilhelm Enoch. L'influence de Chabrier est particulièrement apparente dans le Menuet antique.
La création de la version pianistique eut lieu le 18 avril 1898, à la Salle Érard, par Ricardo Viñes, un ami de longue date du musicien, qui fut le dédicataire de cette composition et qui créa également d'autres œuvres de Ravel.

« [...] le Menuet antique pour piano, composé dans la même année 1895 [...] prolonge à sa façon, qui est brillante et légère, le conflit de la sévérité scholastique et de la recherche audacieuse. Car c’est encore la querelle de l’ordre et de l’aventure que ce morceau, dont le titre même est un paradoxe, entreprend d’apaiser dans l’unité d’une forme claire. Un écolier y jongle en maître avec son formulaire. Les élégances académiques accentuées d’un brin d’archaïsme s’y relèvent de dissonances acidulées –neuvièmes et septièmes de seconde espèce, dont nous retrouverons le jeu assoupli dans la Sonatine de 1905. Nous avons eu sous les yeux un exemplaire dédicacé du Menuet antique dans l’édition de 1898. Ravel y offre, non sans humour, à son vieux maître Henry Ghys « cette œuvre un tantet rétrograde ». »

## Orchestration
Trente ans plus tard, fin février-début mars 1928, Daniel et Georges Enoch demandèrent à Maurice Ravel, alors en tournée de concerts en Amérique du Nord, de janvier à avril 1928, s'il accepterait d'orchestrer son Menuet antique. De New York, Maurice Ravel, le 8 mars 1928, au lendemain de son 53e anniversaire passé chez la cantatrice Éva Gauthier en compagnie notamment de George Gershwin, accepta :

« J'ai trouvé votre aimable lettre en rentrant à New York. Bien entendu, je ne pourrai m'occuper de l'orchestration du Menuet antique qu'à mon retour, vers la fin de mai. Ainsi elle pourra être prête pour la prochaine saison d'hiver. »

Cependant, avant de s'atteler à cette orchestration, Maurice Ravel s'occupa d'abord, de juillet à octobre 1928, de composer le Bolero. La première audition de la version orchestrale du Menuet antique, composée en 1929 chez lui au Belvédère de Montfort-l'Amaury, eut lieu le 11 janvier 1930 à la Salle Gaveau, avec l'Orchestre Lamoureux sous la direction de Maurice Ravel en personne.

« Quant au Menuet antique, où se reflètent quelques-unes des influences qui ont si heureusement fécondé naguère les dons de Maurice Ravel, ce n’est en effet qu’un divertissement, mais de choix. Le jeu chatoyant des timbres en a changé la coloration ; le fonds est demeuré le même qu’autrefois et l’on peut mesurer aujourd’hui tout ce que, dans son faible volume, il recelait de promesses. »

Le manuscrit autographe de cette orchestration a été volé au siège des éditions Enoch vers 2013 et acquis par la société Aristophil.

« Quant au manuscrit de l’orchestration du Menuet antique, dérobé aux Éditions Enoch entre 2013 et 2014, une action juridique est toujours en cours, opposant les éditions aux liquidateurs de la tristement célèbre société Aristophil. »

Maurice Ravel était attaché au Menuet antique, comme le prouvent l'orchestration de 1929 et le fait qu'en 1928 il joua sa première pièce de piano publiée en 1898 lors de ses tournées en Amérique du Nord et dans la péninsule ibérique : à Saint Paul le 16 mars 1928, à Houston le 7 avril 1928, à Pampelune le 12 novembre 1928, à Malaga le 20 novembre 1928, à Porto le 24 novembre 1928, à Oviedo le 27 novembre 1928.
L'œuvre porte la référence M.7, dans le catalogue des œuvres du compositeur établi par le musicologue Marcel Marnat.
Ravel reprit la forme menuet dans d'autres œuvres plus tardives : mouvement central de sa Sonatine et cinquième mouvement de la suite Le Tombeau de Couperin.